# Sybra obliquelineata
Sybra obliquelineata är en skalbaggsart som beskrevs av Stefan von Breuning 1942. Sybra obliquelineata ingår i släktet Sybra och familjen långhorningar. Inga underarter finns listade i Catalogue of Life.